# Tempo de Viver (2006)
Tempo de Viver é uma telenovela portuguesa. Foi transmitida originalmente na TVI entre 18 de junho de 2006 e 31 de março de 2007, ao longo de 219 episódios. Foram escritos 205 capítulos, sendo que os 219 são de emissão. Substituiu Dei-te Quase Tudo e foi substituída por Ilha dos Amores. A ação da novela decorre entre Algés (concelho de Oeiras) e a Quinta da Marinha (concelho de Cascais) . 
Tempo de Viver foi escrita por Rui Vilhena, com colaboração de Joana Jorge, Irina Gomes, Ana Maria Simões e Alexandre Borges. A produção esteve a cargo de Luis Fialho Rico, a realização de Carlos Neves e Carlos Salgueiro e a direção de projeto de André Cerqueira. Com seu charme, exuberância, realismo, sarcasmo e ironia - para além de um elenco de destaque -, Tempo de Viver é considerada por muitos a principal joia da coroa da TVI e da teledramaturgia portuguesa.[carece de fontes?]
Conta com Alexandra Lencastre, Margarida Vila-Nova, Marco Delgado, Dalila Carmo, Marcantónio Del Carlo, Manuela Couto, José Wallenstein, Maria José Paschoal, Hugo de Sousa, Maria João Bastos, Sofia Grillo, Benedita Pereira, Marco d'Almeida, Pedro Teixeira, Joana Solnado e Ruy de Carvalho nos papéis principais da trama.
Foi reexibida ao início da tarde, na TVI entre 25 de junho de 2012 e 22 de março de 2013, ao longo de 185 episódios, substituindo Ilha dos Amores e sendo substituída por Ninguém como Tu.
Foi reposta pelo canal TVI Ficção entre 9 de julho de 2015 e 18 de fevereiro de 2016, em 193 episódios, substituindo Baía das Mulheres e sendo substituída por Espírito Indomável.
Foi reposta nas madrugadas TVI entre 23 de abril de 2017 e 11 de agosto de 2017, em 107 episódios, substituindo Fala-Me de Amor e sendo substituída por Mar de Paixão.

## Produção
Tempo de Viver foi uma das novelas (senão a novela) com o elenco mais "caro" da TVI. São de salientar as protagonistas Alexandra Lencastre - que antes tinha feito enorme sucesso com a vilã Luiza Albuquerque, de Ninguém como Tu - e Margarida Vila-Nova, que tinha desempenhado o bem-sucedido papel de Rita Batalha, a heroína de Mundo Meu. A novela conta ainda com nomes conceituados da representação portuguesa, como Ruy de Carvalho, Laura Soveral e José Wallenstein, ator que até então contava com pouca aparição em telenovelas. Com Tempo de Viver, Rita Blanco voltou aos ecrãs, depois de uns tempos de ausência, aceitando estrear-se em telenovelas, "saldando uma dívida antiga" para com a NBP. Rui Vilhena traz ainda Dalila Carmo e Manuela Couto da sua anterior novela Ninguém como Tu, assim como Benedita Pereira, José Fidalgo, que passam a interpretar vilões, e Frederico Barata. Na faixa jovem, está também Joana Solnado, que não aparecia na televisão portuguesa desde a primeira série de Morangos com Açúcar. Também dessa série, entram Pedro Teixeira e Dânia Neto, que faziam par romântico na mesma e transitam diretamente, e ainda Sofia Grillo e Ana Guiomar. Maria João Bastos, que havia acabado de interpretar a pérfida vilã Sofia em Mundo Meu, aparece em Tempo de Viver num papel completamente diferente do anterior, assim como Marco Delgado.
Maria Simões protagonizou o primeiro crossover nas telenovelas portuguesas, com a personagem Lurdes dos Santos, a antiga empregada de Luiza Albuquerque, de Ninguém Como Tu, que foi trabalhar com Fátima Almeida. O ingresso da atriz na novela foi um pedido do público, saudoso da dupla Alexandra/Maria, que fez sucesso na anterior novela de Rui Vilhena. Mais tarde, dá-se um segundo crossover em Tempo de Viver: Alexandre Costa, o vidente homossexual de Ninguém como Tu, interpretado por Joaquim Horta.
A telenovela teve como previsão inicial de 180 episódios, mas devido ao sucesso foi esticada, totalizando 219 episódios.

## A novela
Será que uma mulher tem o direito de engravidar do marido depois de morto? Uma viúva, cujo marido morreu doente, tem o direito de usar o seu esperma congelado para gerar um filho? Esta é uma pergunta que surge na reta final da telenovela Tempo de Viver.
Urbana/suburbana, realista e contemporânea, Tempo de Viver retrata também outros aspectos dominantes da sociedade moderna ao tocar temas tão diferentes como a ambição, o swing, a vocação para padre, a ecologia, a prostituição de luxo, o impacto do divórcio nos filhos, as premonições, o esoterismo, o alcoolismo, a bissexualidade, entre outros.
Tal como em Ninguém Como Tu, existe uma componente de mistério ao longo da história da novela. O "Tubarão" é o criminoso, personagem-mistério, que tem como objetivo destruir o poderoso Fausto Martins de Mello (José Wallenstein), uma das personagens centrais da trama. A identidade do pérfido "Tubarão" é desconhecida por quase todos e muitas das personagens são suspeitas, o que provoca mistério e suspense dentro da história e nos próprios telespectadores.
No último episódio da emissão original da trama, emitido no dia 31 de março de 2007, foi revelado que Gonçalo Gomes Martins de Mello (Marco D'Almeida) era o "Tubarão". Este acontecimento foi feito de uma forma muito su(b)til, sendo que nenhuma das personagens, à excepção de Fausto, Mónica Valentim (Benedita Pereira) e Filipe Martins de Mello (Nuno Távora), soube da identidade do criminoso. Este desfecho foi um pouco perturbante, tal como aconteceu em Ninguém Como Tu.

## Sinopse
Fátima Almeida (Alexandra Lencastre) e Maria Laurinda Almeida (Margarida Vila-Nova) são mãe e filha. Unidas apenas pelo laço de sangue, mas diferentes em tudo o mais que as caracteriza. Maria Laurinda é uma jovem que odeia o seu nome e a sua baixa condição social e não olha a meios para atingir o seu fim: ter uma vida longe de privações e casar com o milionário Afonso Gomes Martins de Mello (Hugo Tavares) para ascender à riqueza e ao estatuto da família Martins de Mello. Afonso é um menino rico, que leva uma vida irresponsável e namora com Catarina (Mafalda Pinto).
Fátima é uma empregada de supermercado, trabalhadora, honesta e determinada, que, ao ter conhecimento de um dos esquemas da filha para ganhar dinheiro - Maria Laurinda prepara-se para fazer um transporte de droga -, ocupa o seu lugar, deixando-se prender no lugar da filha, perante o olhar frio desta, que observa a detenção da mãe. Fátima cumpre uma pena de 5 anos pelo crime cometido por Maria Laurinda, sem que esta se mostre arrependida, continuando a despertar o ódio nos que a rodeiam, devido aos inúmeros esquemas que monta para alcançar os seus propósitos. 
Maria Laurinda vive com Fátima e com a avó, Madalena Almeida (Maria Emília Correia), uma costureira de bairro, numa casa nos subúrbios de Lisboa. O resto da família vive no andar de baixo: Teresa Mendes (Laura Soveral) e Artur Mendes (Ruy de Carvalho), os tios de Fátima. Com eles vivem a filha, Sara Mendes Cardoso (Cristina Homem de Mello) e a neta, Rita Mendes Cardoso (Joana Solnado). Mais que prima afastada, Rita é a confidente de Maria Laurinda, mas não concorda com os esquemas que esta última usa para subir na vida. Rita funciona como uma espécie de "grilo falante" de Laurinda.
Tudo começa na véspera do dia 11 de setembro de 2001, tendo como pano de fundo o atentado terrorista em Nova Iorque. Um dos mistérios da trama nasce no escritório da Martins de Mello, nas Torres Gémeas, onde um cofre esconde um segredo de Gonçalo Gomes Martins de Mello (Marco d'Almeida). 
No dia do atentado, Pedro Mendes (Manuel Wiborg), primo de Fátima e marido de Raquel Mendes (Maria João Bastos), vai ao World Trade Center, em Nova Iorque, cobrar uma dívida de umas obras a Gonçalo, acabando os dois por discutir. Infelizmente, para ambos os homens, o ataque terrorista acaba-lhes com a vida. Contudo, a falsa candidata a secretária, Mónica Valentim (Benedita Pereira), após ter tido sexo com Gonçalo, escapa ilesa, levando consigo uma misteriosa caixa que retirou do cofre, após ser informada da password na mesma num telefonema também ele misterioso.
Em 2006, Raquel chega a Portugal, pronta a cobrar a dívida que ficou pendente aos Martins de Mello e promete não descansar enquanto não alcançar o seu objetivo.
Fausto Martins de Mello (José Wallenstein) é o patriarca da família Martins de Mello, um homem aparentemente severo, responsável e muito dedicado ao trabalho. Está casado há muitos anos com Antónia Gomes Martins de Mello (Maria José Paschoal). Apesar de parecer um bom marido e bom chefe de família, Fausto trai Antónia com outras mulheres sem que ninguém saiba.
Lídia Martins de Mello (Manuela Couto) é a irmã de Fausto, uma mulher extremamente interesseira e dissimulada, que vive à custa do dinheiro que o irmão lhe deposita regularmente na conta, após ter sido abandonada pelo marido. A mesada que Lídia recebe é suficiente para que esta e o filho Filipe Martins de Mello (Nuno Távora) possam gozar uma vida de luxo.
Beatriz Monteiro e Castro (Yolanda Noivo) é uma organizadora de eventos, embora não retire daí dividendos. O que a sustenta é uma rede de prostituição de luxo. Bruno Santana (José Fidalgo) e Helena Gonçalves (Débora Monteiro) são dois dos jovens que lhe dão dinheiro ao venderem o corpo. Isto acontece sem que a sua filha, Daniela Monteiro e Castro (Dânia Neto), saiba.
Desde que casaram, Clara Fernandes (Gracinda Nave) e Victor Fernandes (João Ricardo) vivem um segredo: fazem swing. Os filhos, Tomás Fernandes (Frederico Barata) e Francisco (Chico) Fernandes (Bruno Belardo) desconhecem o segredo dos pais e Tomás entra em conflito com estes, por não aceitarem o facto de o filho querer ser padre. Inês Pinto (Ana Guiomar) vê em Tomás o primeiro homem com quem esteve e vai lutar para ficar com ele. Inês é filha de Fernando Pinto (Marcantónio Del Carlo) e tem uma relação conflituosa com a madrasta alcoólica Bárbara Gomes (Dalila Carmo), irmã de Antónia.
Bráulio Fonseca (Marco Delgado) é o contabilista da Martins de Mello, um maníaco-compulsivo que tem horror a confusão e possui comportamentos exagerados de higiene e arrumação. Bráulio partilha a sua casa com Célia Vasconcelos (Sofia Grillo), colega de trabalho que também trabalha na Martins de Mello. Célia é a designer de joias da empresa e mantém uma relação clandestina com Fausto. Mas não é tão correspondida como gostaria de ser.
Bernardo Gomes Martins de Mello (Pedro Teixeira) conhece Helena na Tailândia e apaixona-se por esta. O que ele não sabe é que Helena é uma prostituta da luxo, assim como cliente exclusiva do próprio padrasto, Fausto.
O casal Marta Marques (Rita Blanco) e Sebastião Marques (José Neves) tem um grande problema em mãos: o filho, Hugo Marques (Gonçalo Sá), tem visões terríveis sobre os que o rodeiam. A criança sofre também ao ver as constantes discussões dos pais, que vivem uma fase decadente do seu casamento.

## Elenco
- Alexandra Lencastre - Fátima Almeida (Protagonista)
- Margarida Vila-Nova - Maria Laurinda (Laura) Almeida Amaral (Antagonista)
- Marco Delgado - Bráulio Fonseca
- Dalila Carmo - Bárbara Gomes (Antagonista)
- Marcantónio Del Carlo - Fernando Pinto (Protagonista)
- José Wallenstein - Fausto Martins de Mello (Antagonista)
- Maria José Paschoal - Antónia Gomes Martins de Mello
- Manuela Couto - Lídia Martins de Mello (Antagonista)
- Maria João Bastos - Raquel Mendes (Protagonista)
- Marco D'Almeida - Gonçalo Gomes Martins de Mello (Protagonista)
- José Fidalgo - Bruno Santana (Co-Antagonista)
- Hugo Tavares - Afonso Gomes Martins de Mello (Co-Protagonista)
- Benedita Pereira - Mónica Valentim / Verónica Dionísio Soares da Silva (Co-Antagonista)
- Nuno Távora - Filipe Martins de Mello (Co-Antagonista)
- Sofia Grillo - Célia Vasconcelos
- Rita Blanco - Marta Marques (Coadjuvante)
- José Neves - Sebastião Marques
- Cristina Homem de Mello - Sara Mendes Cardoso
- João Ricardo (†) - Victor Fernandes
- Gracinda Nave - Clara Fernandes
- Yolanda Noivo - Beatriz Monteiro e Castro
- Joana Solnado - Rita Mendes Cardoso
- Pedro Teixeira - Bernardo Gomes Martins de Mello
- Ana Guiomar - Inês Pinto
- Frederico Barata - Tomás Fernandes
- Dânia Neto - Daniela Monteiro e Castro
- Débora Monteiro - Helena Gonçalves
- Maria Simões - Lurdes dos Santos (Ex-empregada de Luiza Albuquerque, agora empregada de Fátima)
- Maria João Sobral - Celina (Empregada dos Martins de Mello)

Atores Convidados:
- Laura Soveral (†) - Teresa Mendes (Mãe de Sara e Pedro, avó de Rita, sogra de Raquel, irmã de Madalena e casada com Artur)
- Ruy de Carvalho - Artur Mendes (Marido de Teresa, pai de Sara e Pedro, avó de Rita, sogro de Raquel. A meio da trama, viúvo de Teresa e no fim marido de Madalena)
- Maria Emília Correia - Madalena Almeida

Participações Especiais:
- Adriano Luz - Vicente Amaral (Ex-marido de Fátima e pai de Maria Laurinda)
- Joaquim Horta - Alexandre Costa (Vidente gay)
- Manuel Wiborg - Pedro Mendes (Filho de Teresa e Artur, casado com Raquel. Morre no início da novela, no atentado às torres gémeas, onde confronta Gonçalo)
- Rosa do Canto - Cátia Veiga (Presidiária, colega de cela de Fátima)

Elenco Infantil:
- Gonçalo Sá - Hugo Marques (Filho de Marta e Sebastião e melhor amigo de Chico)
- Bruno Belardo - Francisco (Chico) Fernandes (Filho de Clara e Vítor, irmão de Tomás e melhor amigo de Hugo)

## Elenco Adicional
- Adriana Barral - Fernanda (amiga de Fátima, gerente do supermercado)
- Alexandra Fernandes -  Patrícia
- Alexandre Mospan
- Anne Taylor - Susanne
- António Aldeia - Edmundo (motorista dos Martins de Mello)
- António Cordeiro - Juiz
- António Vaz Mendes - Dr. Carlos Meireles (advogado de Maria Laurinda)
- Carmen Santos - Dra. Isabel Sanches (advogada dos Martins de Mello)
- Daniel Pinto - André Guimarães
- Fernando Tavares Marques - Padre no Funeral de Afonso
- Joaquim Custódia - Cliente Joalharia
- Joaquim Guerreiro - Mário
- José Martins - Jorge (encenador de Bárbara)
- Mafalda Pinto - Catarina (namorada de Afonso)
- Manuela Marle - Carmo (Carminho) (amiga de Lídia)
- Marco Costa - Eduardo (Ed)
- Maria d'Aires - Directora do Estabelecimento Prisional
- Nádia Santos - Carolina (Carol) Guimarães (noiva de Afonso)
- Paula Pais - Alcina (Empregada da Limparte)
- Rita Egídio - Renata
- Rui Madeira - Luís Vasques (Inspetor)
- Sofia Nicholson - Joana Torres (colega de Bráulio da faculdade, trabalha no Millenium)
- Sónia Neves - Graça (empregada de Bárbara)
- Susana Cacela - Agente prisional
- Tatiana Cunha - Carla
- Yoseph Vladivostok - Mikael (Empregado da Limparte)

## Banda sonora
1. Susana Félix - "Mais Olhos Que Barriga" (Tema do genérico)
2. Ronan Keating e Rita Guerra - "All Over Again" (Tema de Fátima e Bráulio)
3. André Sardet - "Quando Eu Te Falei Em Amor" (Tema de Bernardo e Helena/Raquel e Gonçalo)
4. Patricia Candoso - "Só Um Olhar" (Tema de Bernardo e Rita)
5. Luis Represas - "Colibri" (Tema de Fátima e Fernando)
6. Susana Félix - "Fintar A Pulsação" (Tema geral)
7. Pedro Khima - "A Esfera" (Tema de Marta e Sebastião)
8. Diana - "O Teu Poema"
9. Gutto & Rita Reis - "Importante" (Tema de Maria Laurinda)
10. Susana Félix - "Sou Eu" (Tema de Bárbara)
11. Dr. Estranho Amor -" Mais Do Mesmo" (Tema geral)
12. Sugarleaf - "Deixar O Chão" (Tema de Tomás)
13. Alana Parker - "Dias De Porquê" (Tema de Sara)
14. Clark - "Dual Destino" (Tema de Bráulio)
15. Mafalda Sacchetti - "Mal Amada" (Tema de Antónia)
16. Luís Marques - "Neste Bar Sem Nome"
17. André Barros - "Atento Ao Momento"
18. Pedro Miranda - "Nos Sentimos" (Tema de Raquel)

## Audiência
O primeiro episódio foi para o ar a 18 de junho de 2006, domingo, com 16,4% de audiência média e 43,1% de share. O último episódio, transmitido a 31 de março de 2007, registou a melhor audiência média da novela, com 20,2% e 50,6% de share. Teve média final de 14% de audiência média e 38,9% de share.
| Média | Média     | Episódios exibidos | Rating | Share |
| ----- | --------- | ------------------ | ------ | ----- |
| 2006  | Junho     | -                  | 16,1%  | 41,0% |
| 2006  | Julho     | -                  | 14,2%  | 38,6% |
| 2006  | Agosto    | -                  | 12,9%  | 40,1% |
| 2006  | Setembro  | -                  | 13,4%  | 40,2% |
| 2006  | Outubro   | -                  | 14,8%  | 39,7% |
| 2006  | Novembro  | -                  | 13,8%  | 38,2% |
| 2006  | Dezembro  | -                  | 13,3%  | 37,3% |
| 2007  | Janeiro   | -                  | 13,8%  | 37,0% |
| 2007  | Fevereiro | -                  | 13,2%  | 36,4% |
| 2007  | Março     | -                  | 14,1%  | 4,7%  |
| Total | Total     | 219                | 14%    | 38,9% |

## Audiência (2012-2013)
O primeiro episódio de sua retransmissão atingiu a liderança, com 5,2% de audiência média e 24,8% de share. A sua maior audiência foi 7,2% de audiência média e 38,3% de share. O seu pior desempenho foi de 3,5% de audiência média e 19% de share. O seu desfecho atingiu média de 6,4% e share de 29,9%. A média final desta exibição foi de 4,8% de média e 26,8% de share.